# Битва при Штадтлоне

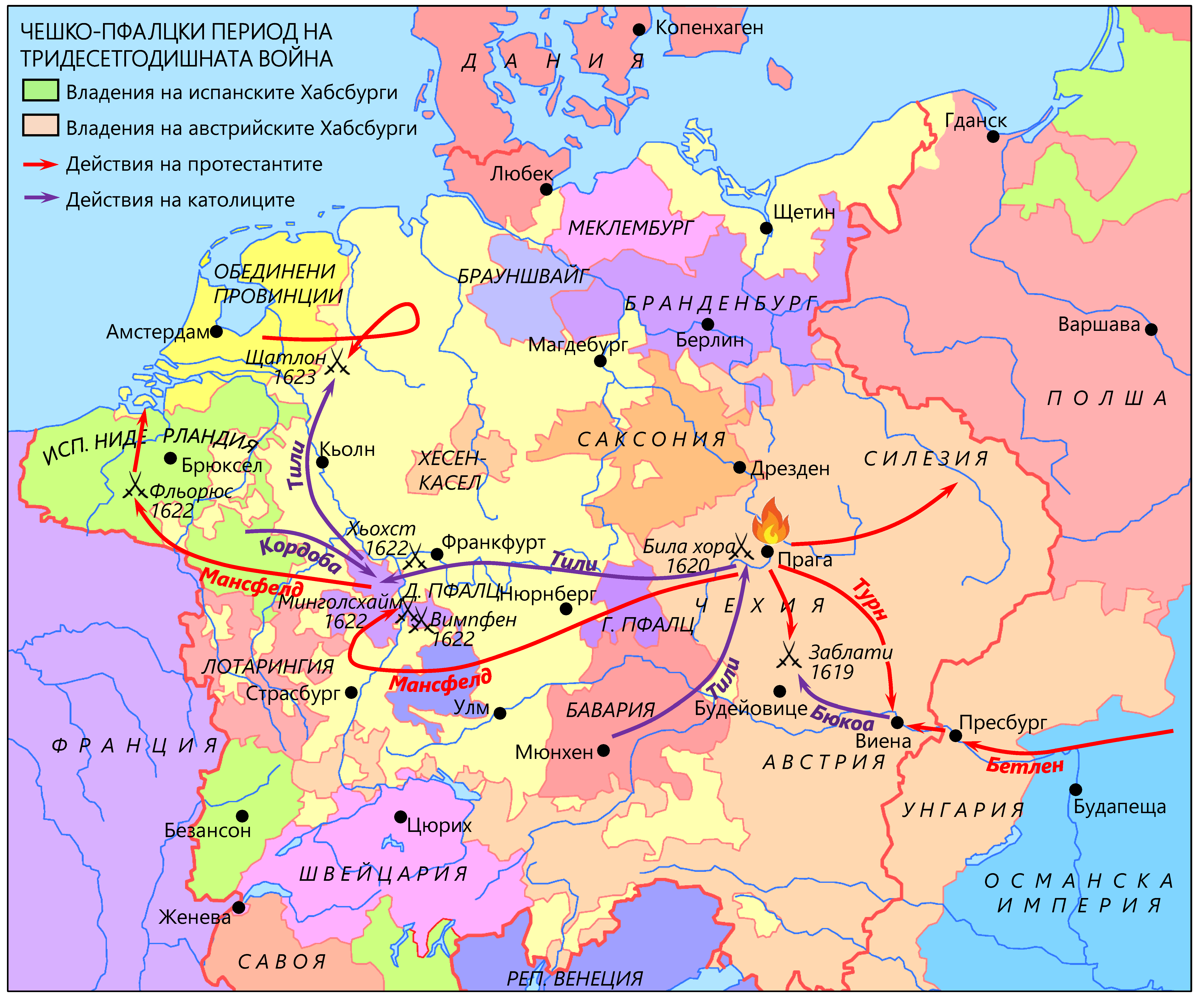
Чешский период Тридцатилетней войны

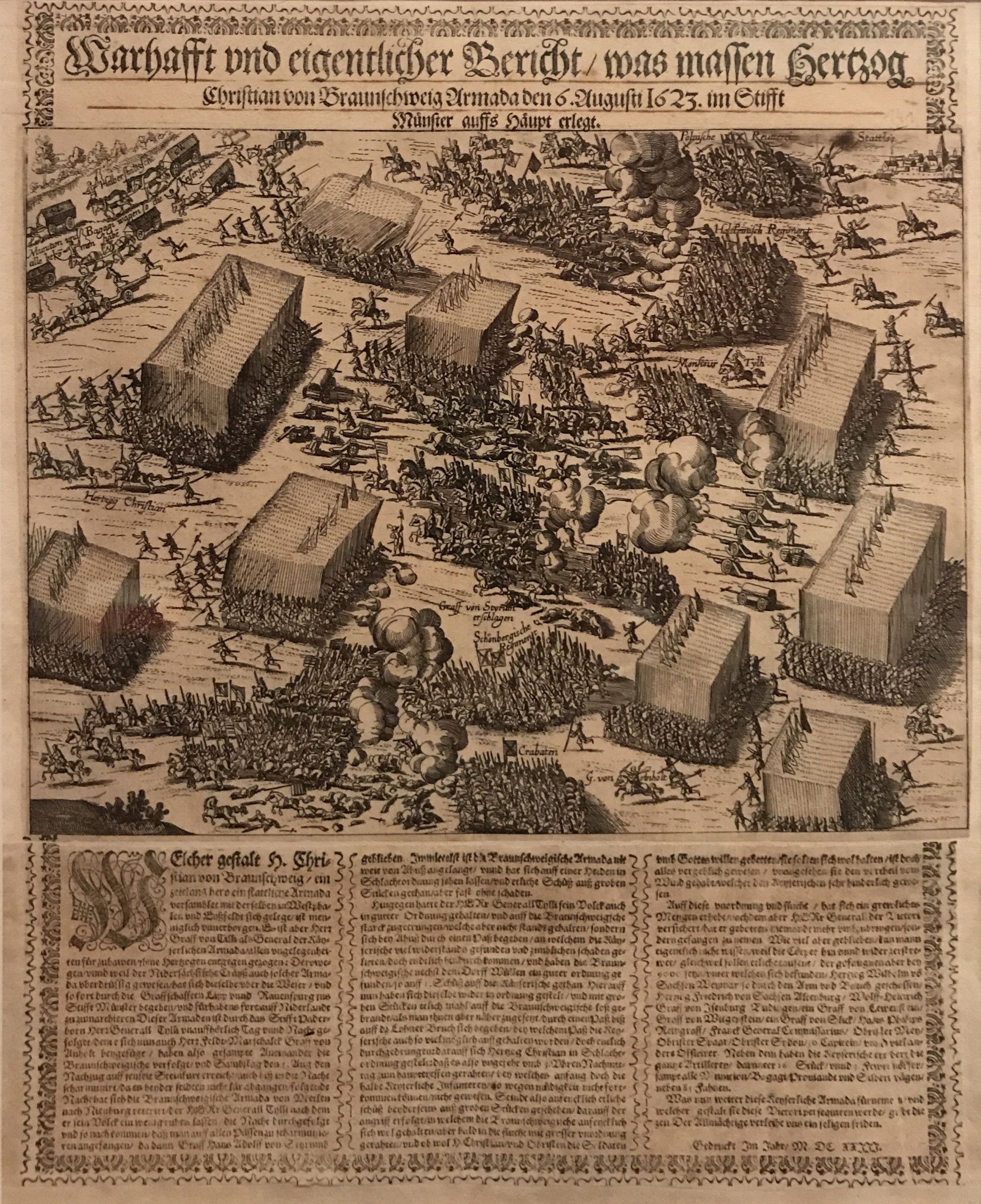
Плакат с изображением битвы при Штадтлоне 6 августа 1623 г.

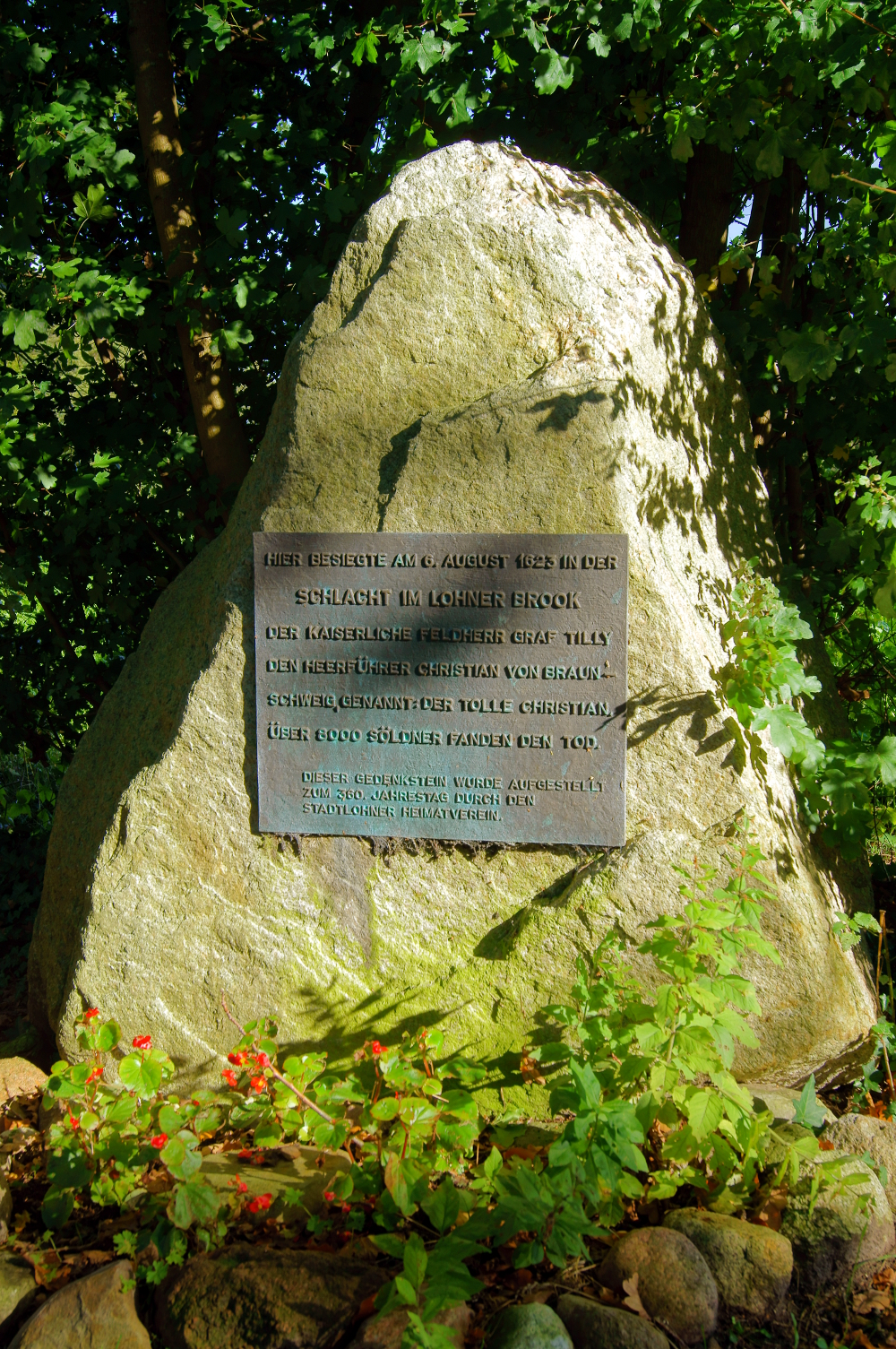
Памятник на месте сражения

Битва при Штадтлоне  (нем. Schlacht bei Stadtlohn) произошла 6 августа 1623 года между армией Католической лиги Иоганна Тилли и протестантскими войсками Христиана Брауншвейгского. Протестантская армия потерпела сокрушительное поражение.

## Военная ситуация
После победы при Флерюсе (29 августа 1622 года) протестантские войска отступили в Испанские Нидерланды, где провели зиму. Весной 1623 года командующие протестантской армией Христиан Брауншвейгский, Мансфельд, Габор Бетлен и граф Турн составили план захвата Чехии, чтобы дать протестантскому движению новую жизнь. Однако план был сорван из-за нехватки средств для поддержания наёмной армии Мансфельда. В это время войска Католической Лиги во главе с графом Тилли продвигались в Нижнюю Саксонию. Христиан оказался один на один с количественно и качественно превосходящей его армией Тилли. Он начал отступать и маневрировать. Утром 6 августа (около 9 часов утра) недалеко от голландской границы, возле Штадтлона, войска Христиана столкнулись с войсками Католической лиги.

## Ход битвы
Христиан Брауншвейгский расположил свои войска на холме, частично окружённом болотами. Однако выгодная оборонительная позиция не имела большого значения, поскольку католические войска превосходили их численностью и были более опытными в боях. Битва шла весь день. Атака войск лиги принесла протестантам большие потери. Почти две трети солдат Христиана погибли (от 6000 до 8000 убитыми) или попали в плен. Потери католических войск также были настолько велики, что Тилли был вынужден отказаться от дальнейших атак. С наступлением сумерек во главе оставшихся людей Христиан Брауншвейгский отступил, бросив обоз и артиллерию, и добрался до Нидерландов.

## Последствия
Через три дня после битвы король Чехии и курфюрст Пфальца Фридрих V подписал перемирие с императором Священной Римской империи Фердинандом II. Это стало концом чешского периода Тридцатилетней войны.